# Burg Saint-Malo
Das Schloss oder die Burg Saint-Malo ist ein Gebäudekomplex, der zwischen dem 15. und 18. Jahrhundert erbaut wurde und sich nordöstlich der Stadtmauer von Saint-Malo in der Bretagne befindet. Als Bauherren fungierten die Herzöge der Bretagne, um ihre Vormundschaft über die Stadt Saint-Malo zu gewährleisten und einen Schutz gegen etwaige britische Eroberer bieten zu können.
Seit 1886 stehen die ersten Bauteile der Burg unter Denkmalschutz.
Der große Turm diente schon frühzeitig als Stadtmuseum, Ende des 20. Jahrhunderts wurden Teile der früheren Kaserne zum Rathaus der Stadt.

## Beschreibung
Die aus Granitsteinen errichteten Befestigungsanlagen des Ortes Saint-Malo aus dem 15. Jahrhundert bilden das Hauptbaumaterial für die Burg. Sie besteht aus dem kleinen Bergfried (1395 fertig), dem großen Bergfried (1424, hufeisenförmiger Grundriss), dem Hauptturm (1475, auch Tour Général oder Großer Donjon, im Südwesten) sowie dem Turm Qui-qu’en-groigne (1498).
Außerdem gibt es am Chateau den Tour des Dames (im Nordosten) und den Tour des Moulins. Der Name Tour Qui-qu'en-groigne bezieht sich auf die häufig von Anne de Bretagne zitierte Devise „Qui qu’en groigne, ainsi sera, car tel est mon plaisir“ (dt.: Möge auch jemand murren, so soll es sein, denn das ist mein Wille).
Im Innenhof der Burg stehen die ehemaligen Kasernen aus dem 18. Jhd., in deren Ostflügel das Rathaus eingerichtet wurde. Die Bürgermeisterei ist mit Schnitzarbeiten aus dem 17. Jahrhundert ausgeschmückt, die aus einem 1944 zerstörten ehemaligen Reedereigebäude der Stadt stammen.
In den beiden hohen Türmen der Burg ist das Stadtmuseum untergebracht. Hier werden die Geschichte der Stadt und die Anfänge des Fremdenverkehrs gezeigt. Im Burgkomplex ist auch das Ethnographische Museum (Musée d’Ethnographie du Pays Malouin) eingerichtet, das sich auf die Darstellung des Alltagslebens und der Hochseefischerei spezialisiert hat.
Bekannte Persönlichkeiten wie Gustave Flaubert und François-René Chateaubriand bezeichneten Staint-Malo als „Steinkrone auf den Wellen“ und „granitene Zitadelle“.
Das Burgensemble ist baulich nicht mit der Stadtmauer verbunden, sondern bildet ein freistehendes Bauwerk außerhalb der Mauern.

## Geschichte
Die Burg entstand auf Veranlassung der Herzöge der Bretagne durch Anbau an die im 14. und 15. Jahrhundert wieder aufgebaute frühere Stadtmauer, die aus behauenen Feldsteinen bestand. Sie ließen auf vorhergehenden Grundmauern einen großen Bergfried errichten, der den einzigen Zugang vom Festland zu der Stadt Saint-Malo bildete, die sich auf einer Insel entwickelt hatte.
Die hohe Stadtmauer und die Burgbauwerke wurden im 16. Jahrhundert zu einer Verteidigungsanlage zusammengefasst, außerdem wurde an die Ostseite der Burg die Galère angebaut. Der Festungsbaumeister Vauban verstärkte diese Galerie später zu einer dreieckigen Anlage um den Innenhof, deren Gestalt sich an einem Schiffsrumpf orientierte.
Bei diesen Umbauarbeiten erhielt auch die Stadtmauer zwei weitere Türme, sie heißen Tour des Remparts, Tour Bidouane (Pulverturm, 15. Jhd.) und weitere zwei flankieren  die Grande Porte.
An den Ecken entstanden dann ab Anfang des 17. Jahrhunderts Bastionen. Die erhaltenen Bastionen der Stadtbefestigung tragen die Bezeichnungen Bastion St-Louis (1716–1721), Bastion St-Philippe (1714) und Bastion de la Hollande (1674). Acht Stadttore bilden den Zugang zur inneren Stadt, der Ville close.
1695 ließ Ludwig XIV. die Burg verstärken: Die vier Türme wurden nivelliert und mit einer Plattform für die Aufstellung von Artilleriegeschützen verbunden.
Im Folgejahr, 1696 entstand eine Kapelle, 1698 erfolgte der Bau einer Kaserne.
Der Baumeister Simon Garrangeau erhielt zu Beginn des 18. Jahrhunderts den Auftrag, die Wallanlagen zu überprüfen und zu verstärken.
Nach der Revolutionszeit zog eine Ingenieurgarnison in die Burg ein und veranlasste die Errichtung weiterer Gebäude innerhalb der Ringmauern. Die Armee nutzte diese Bauten des Burgensembles bis 1921.
Wassergraben und Zugbrücke wurden Ende des 19. Jahrhunderts entfernt, um einen Garten und einen freien Platz anlegen zu können.
Bereits im Juli 1886 hat das französische Kulturministerium das Ensemble unter Denkmalschutz gestellt.
Die Stadt Saint-Malo erlitt während es Zweiten Weltkriegs stärkste Zerstörungen durch einen Luftangriff der Alliierten 1944. Die Gebäude wurden jedoch auf Veranlassung der neuen französischen Zentralregierung nach historischem Vorbild neu gebaut. Die Burg war von den Zerstörungen nicht betroffen.

## Nutzung
In der Burg befinden sich zwei Museen und das Rathaus der Stadt St-Malo (Hôtel de Ville).